# نيد لوك
نيد لوك (بالإنجليزية: Ned Luke)‏ هو ممثل أمريكي ولد في يوم 4 أكتوبر 1958 في بلدة دانفيل في ولاية إلينوي في الولايات المتحدة، أشتهر هذا الممثل بأداء صوت شخصية مايكل دي سانتا في لعبة غراند ثفت أوتو 5، كما مثل دور رافلس في فيلم الرسوم المتحركة روفر دانجرلاند ومثل في 29 فيلم.

## روابط خارجية
- نيد لوك على موقع IMDb (الإنجليزية)
- نيد لوك على موقع أول موفي (الإنجليزية)
- نيد لوك على موقع قاعدة بيانات الفيلم (الإنجليزية)
- نيد لوك على موقع كينوبويسك (الروسية)